# Barylypa clavata
Barylypa clavata är en stekelart som först beskrevs av Davis 1898.  Barylypa clavata ingår i släktet Barylypa och familjen brokparasitsteklar. Inga underarter finns listade.